# Platycheirus nigritus
Platycheirus nigritus är en tvåvingeart som beskrevs av Huo, Ren och Zheng 2007. Platycheirus nigritus ingår i släktet fotblomflugor, och familjen blomflugor. Inga underarter finns listade i Catalogue of Life.